# Schlössle Großaspach

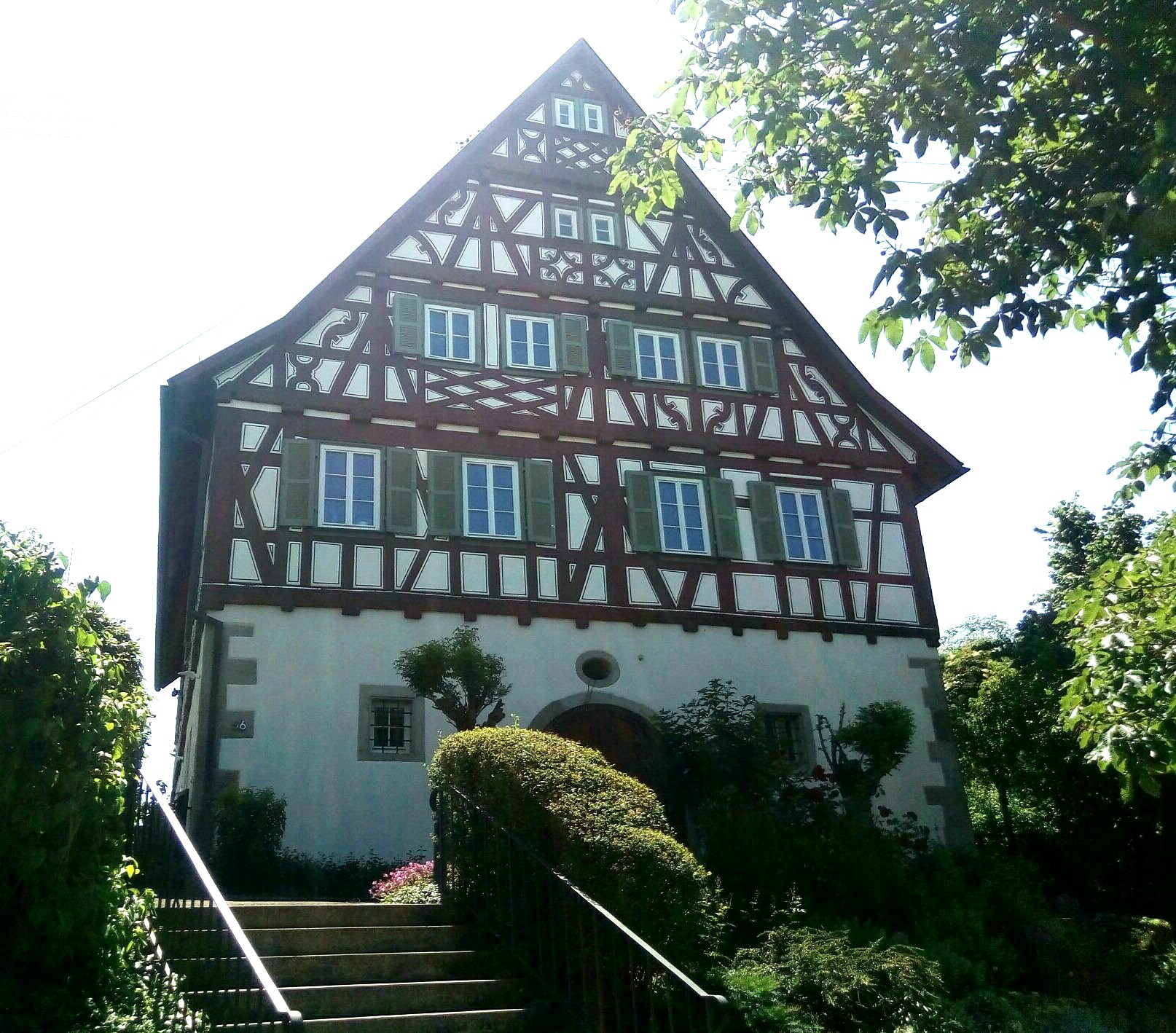
Das Sturmfeder-Schlösschen

Das so genannte Schlössle von Großaspach ist ein ehemaliges Amtsschlösschen in Großaspach, einem Ortsteil der Gemeinde Aspach (bei Backnang) im baden-württembergischen Rems-Murr-Kreis. Das zweigeschossige, stattliche Fachwerkhaus mit Satteldach wurde zu Beginn des 17. Jahrhunderts von den Herren Sturmfeder von Oppenweiler als Verwaltungsgebäude und errichtet und diente auch als Witwensitz der Familie. Heute ist das Gebäude das evangelische Pfarrhaus. 

## Lage und Geschichte

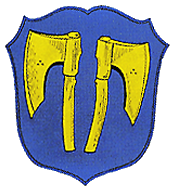
Wappen der Sturmfeder

Das ehemalige Amtsschlösschen (Backnanger Straße 56) steht nördlich der evangelischen Dorfkirche Sankt Juliana im schattigen Pfarrgarten.
Großaspach gehörte einst den Herren von Löwenstein. Im April 1388 verkaufte Albrecht von Löwenstein den ganzen Ort für 600 Pfund Heller und 400 fl. an den Ritter Fritz Sturmfeder von Oppenweiler. 1442 verkaufte Swigger Sturmfeder Zinsen und Gülten in Großaspach und Oppenweiler an Graf Ulrich von Württemberg. In der Folgezeit erwarben die Württemberger die Hälfte des Dorfes. Die komplizierten Besitzverhältnisse führten dazu, dass in Großaspach zwei Schulheißen (ein württembergischer und ein sturmfederscher Ortsvorsteher) amtierten. Auch musste die eine Hälfte des Dorfs an Württemberg und die andere an den Ritterkanton Kocher Steuern entrichten. Im Jahre 1612 erbauten die Herren Sturmfeder ein neues Verwaltungsgebäude nördlich der Dorfkirche. Das Schlössle überstand den Dreißigjährigen Krieg und wurde nach dem Pfälzischen Erbfolgekrieg (1688–1697) im Jahre 1698 renoviert. Letztere Jahreszahl findet sich neben dem Wappen der Sturmfeder und einigen abgekürzten Namenszügen der Familie über der Eingangstür. 

Das sturmfedersche Amtsschlösschen verlor seine Bedeutung im Zuge der Mediatisierung der Reichsritterschaft im Jahre 1805 durch Napoleon und die Rheinbundakte von 1806, durch die der Ort dem neuen Königreich Württemberg einverleibt wurde. Seitdem dient das Schlösschen als Wohnung der evangelisch-lutherischen Dorfpfarrer.

Bilder
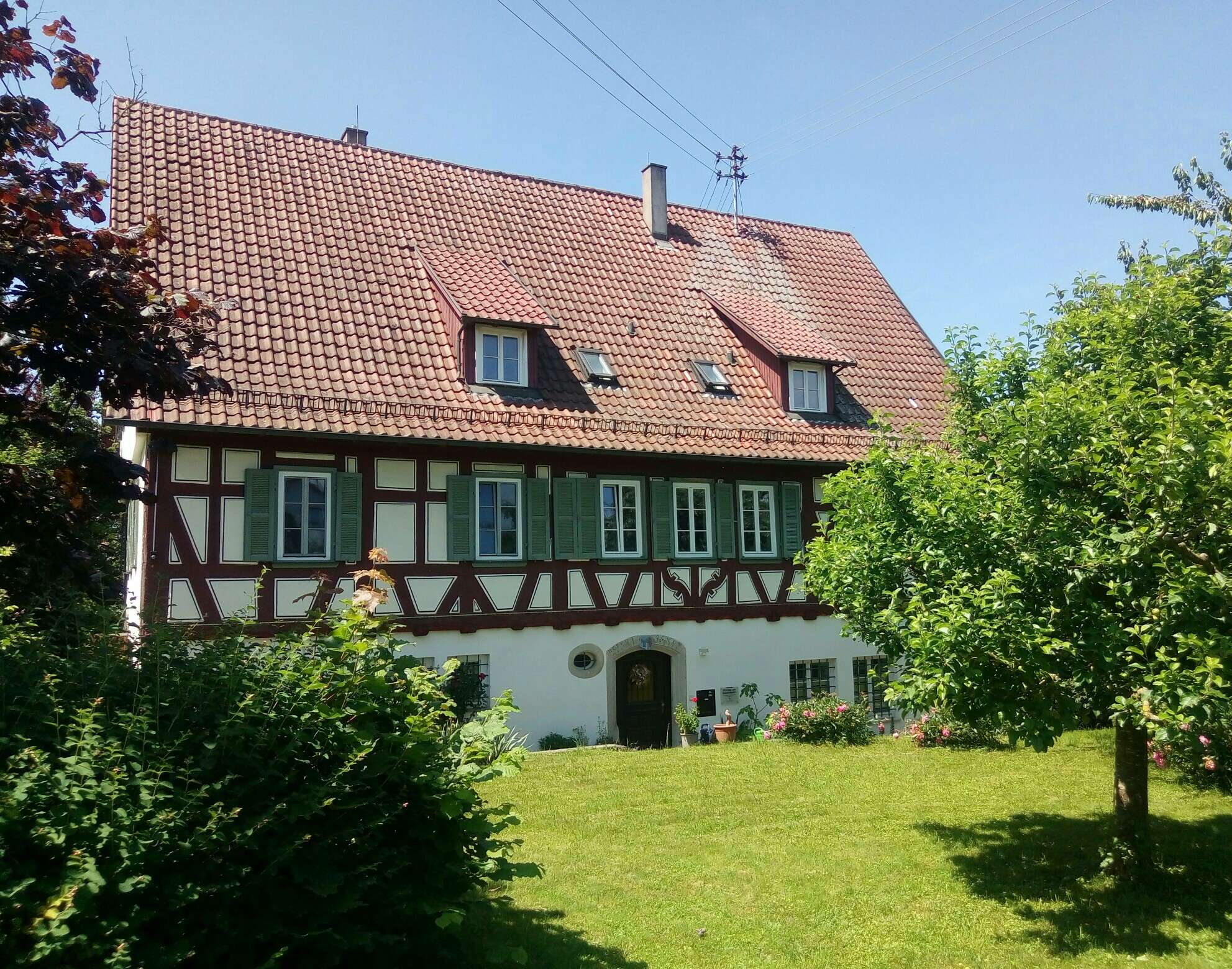
Ansicht von Osten
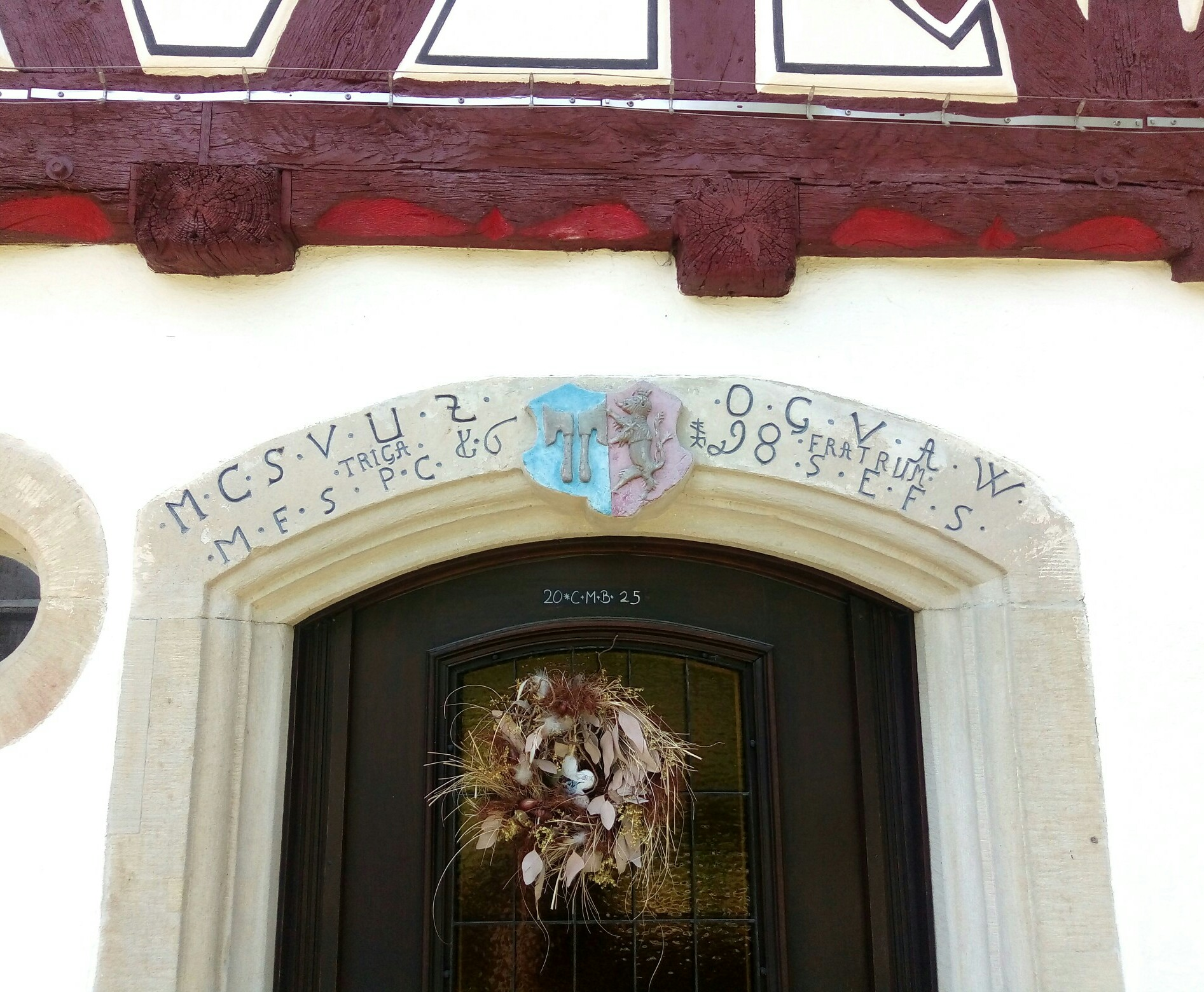
Haupteingang mit Inschriften und Sturmfeder-Wappen
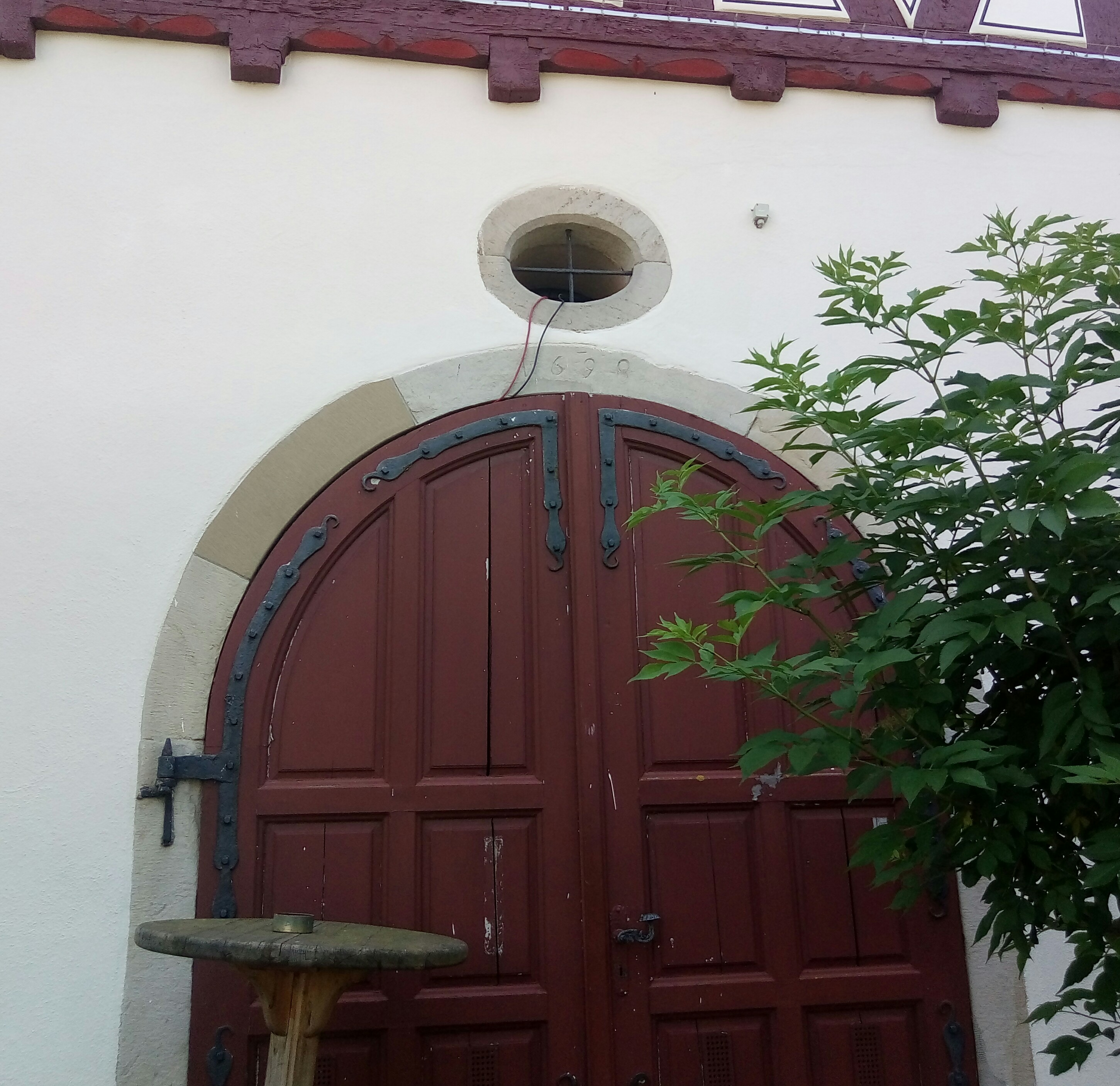
Eingang Gewölbekeller
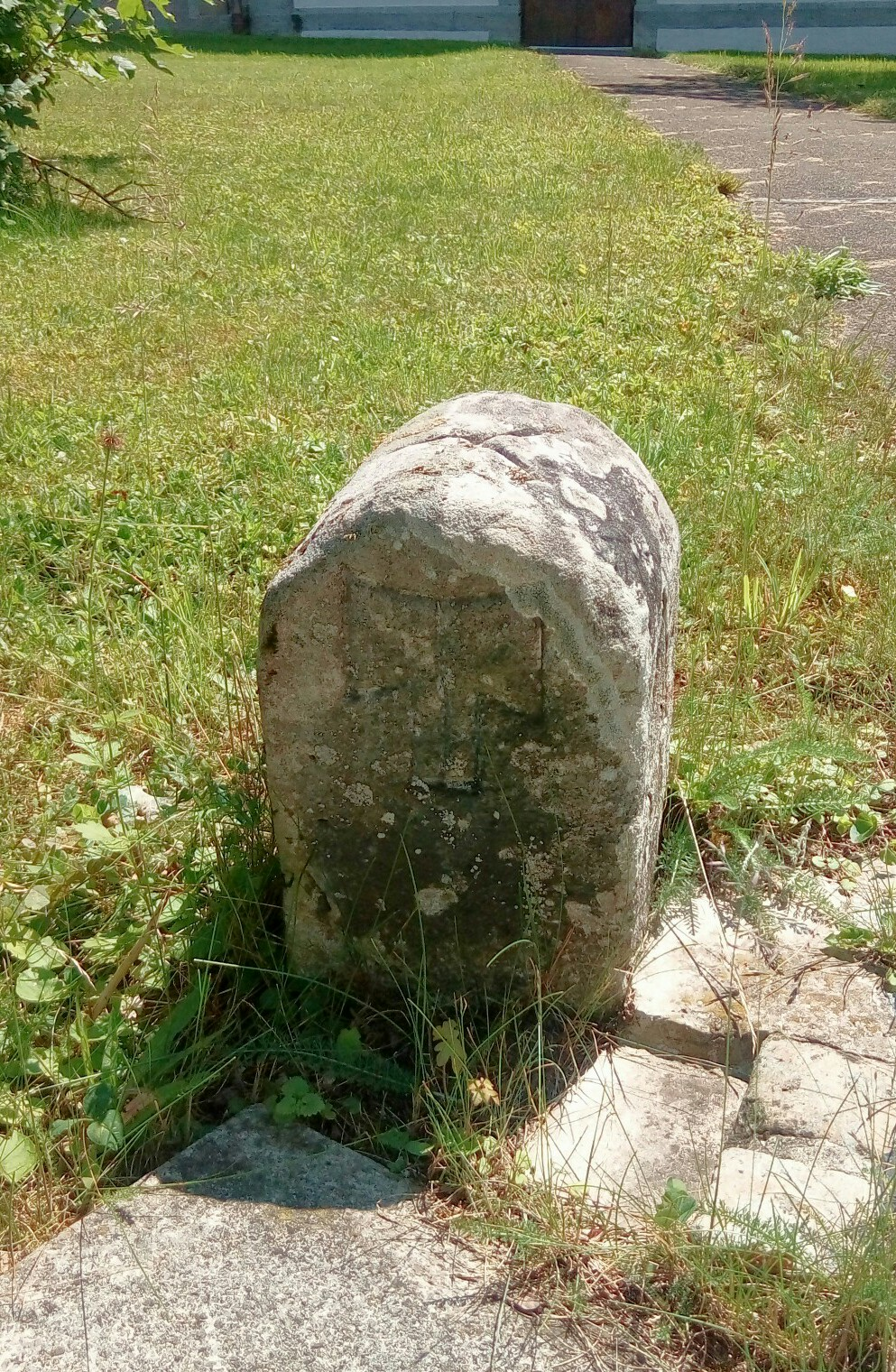
Grenzstein mit Wappen der Sturmfeder